# Paella

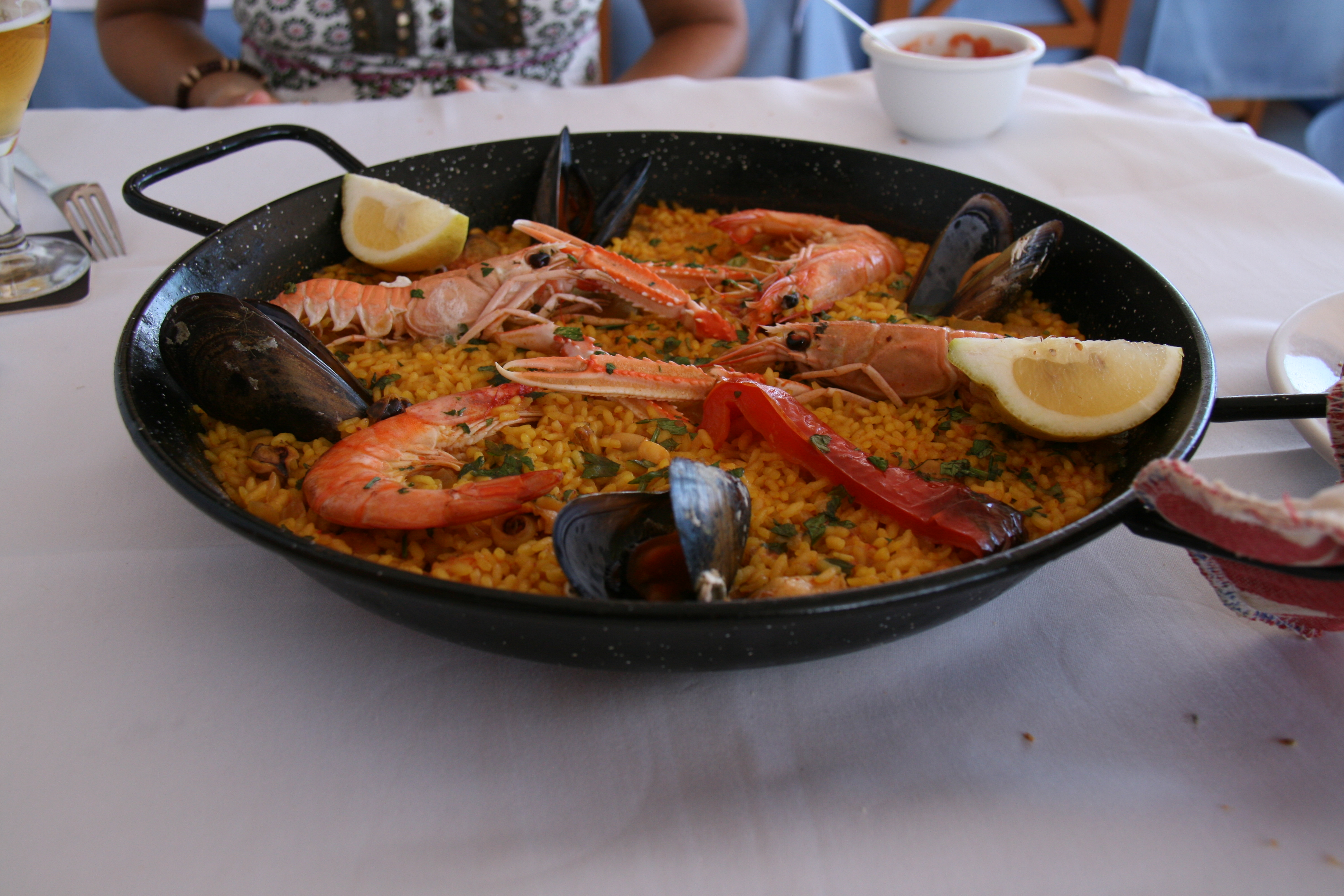
Paella marinera

La paella, o también arroz a la paella, (del valenciano paella, que significa 'sartén' y se refiere al recipiente con el que se hace la receta y que le da nombre, y este a su vez del latín patella) es una receta de cocina con base de arroz, con origen en la actual Comunidad Valenciana, hoy en día muy popular en toda España y servida en restaurantes de todo el mundo. En esta receta, el arroz se cocina junto a otros alimentos en una sartén, generalmente ancha y con asas. El nombre de paella hace referencia tanto a la receta o plato cocinado como al recipiente que se utiliza para su elaboración, aunque este último recibe también el nombre de paellera, término originalmente considerado incorrecto pero que con el uso se ha ido aceptando en español. Se trata de un plato de origen humilde, descrito por primera vez en España en el área de la Albufera de Valencia.
La popularidad de este plato ha hecho que, en la actualidad, se haya expandido con gran cantidad de variantes adaptadas en los ingredientes a las diversas regiones de la cocina española. La paella se ha convertido en uno de los iconos de la gastronomía española.
El 9 de noviembre de 2021 fue declarada Bien de Interés Cultural.
Su popularidad creció tanto a lo largo del siglo XX a nivel internacional que hoy en día es un plato que puede encontrarse en los restaurantes de occidente. Esta popularidad ha hecho que la paella haya ido sufriendo transformaciones desde la receta original de la paella valenciana (concepto sujeto a mucha discusión) y hayan aparecido variantes que se resumen en paella marinera, elaborada con una combinación de pescado y/o marisco; paella mixta; en ocasiones también denominada mar y montaña, que consiste en una mezcla de carne y marisco (o pescado) y la paella de montaña, que incorpora distintos productos típicos de cada región tales como costilla, conejo y pollo.

## Nombre
La palabra española paella proviene directamente del valenciano y significa 'sartén'; deriva del latín patella, como también derivan el antiguo español padilla, el leonés payecha/payella, antiguo paila [painlla en Ancares], el italiano padella o el francés poêle. En latín patella es un diminutivo de patina, que significa plato plano y ancho, o bien sartén.
La expresión valenciana arròs a la paella se tradujo inicialmente al castellano como arroz a la sartén, sartén a la valenciana, o como arroz a la valenciana. En español actual, la palabra paella se usa sobre todo para la receta, mientras que para el recipiente típicamente usado para cocinarla (sartén ancha con dos asas) se suele decir paellera y más raramente también paella.
En los países árabes está muy extendido el mito de que la palabra paella deriva del árabe baqiya, que significa restos.
El autor Carlos Azcoytia, en su trabajo llamado "Una aproximación a la historia del arroz en occidente y la paella", indica que el nombre del plato tiene su origen en el italiano padella, nombre con el que se conoce un tipo de sartenes italianas con asas, similares a la utilizada para la paella. Según esta versión, durante el dominio español sobre Italia, entre los siglos XVI y XVII, algún emigrante italiano trajo aquel utensilio a la península ibérica, y este fue adoptado por los habitantes del lugar.

## Historia
El origen de la paella se remonta al método de preparación de su ingrediente principal: el arroz. Este entró en Europa procedente de Asia aproximadamente en el 330 a. C., gracias a las incursiones índicas de Alejandro Magno. Desde esos momentos se hizo un alargado periplo hasta instalarse el cultivo en Europa y concretamente en las costas orientales españolas. Su cultivo necesita de agua y de disposiciones especiales de riego, que con el tiempo se regularizan a lo largo de la vega de Valencia, especialmente durante el periodo del al-Ándalus, en que se mejoraron los sistemas de riego creados por los romanos a lo largo de la costa mediterránea, mediante su regulación en lo que se denominarían los tribunales de aguas en las comunidades.
Los árabes del al-Ándalus trajeron además el cultivo y comercio del azafrán (véase también: Historia del azafrán), otro ingrediente esencial en la paella.

### Antecedentes de la paella
Poco se habla de arroz en Valencia hasta el siglo XVI. Algunos autores mencionan lo burdo del grano de arroz empleado en esa zona, todavía provisto de su cáscara. Es muy posible, no obstante, que fuera aumentando su consumo en las zonas rurales de Valencia, entre los siglos XV y XVI, por la necesidad y demanda de campesinos y pastores de una comida fácil de transportar y cocinada con los ingredientes que tuvieran a mano o, simplemente, que fueran fáciles de adquirir en las zonas cercanas. Estos toscos arroces poco tienen que ver con la actual paella. Por otra parte, en los viejos recetarios de la época se continuaba empleando el arroz como harina en la elaboración de purés. Un ejemplo puede verse en Robert de Noia que en su «Libro de manjares, guisados y potajes», apenas hace mención de este ingrediente y mucho menos de ningún plato similar a la paella. No hay referencias a guisados con arroz en el Llibre de Sent Soví del año 1324 donde aparece una referencia a una receta de arroz y leche de almendras. Los recetarios medievales tardíos empiezan a mencionar la preparación de un menjar blanc compuesto de una mezcla de arroz y pechuga de pollo.
En el s. XVI se tiene noticia del cultivo de arroz en Valencia por un estudio denominado Agricultura General de Gabriel Alonso de Herrera que se publica en 1513, y que conocemos en su versión reeditada por la Sociedad Económica Matritense en 1818. En ella menciona el cultivo de arroz de regadío en Valencia, menciona su blanqueado y limpiado de su cascarilla (mediante garbilladores), y sus usos, sin que encontremos nada que podamos llamar paella.
Ya a finales del s. XVI, durante el reinado de Felipe II, una embajada del Japón imperial de regreso de Madrid embarcando en el puerto de Alicante, pernoctó en la ciudad y todos fueron agasajados por la nobleza local, donde probaron los arroces valencianos. De ello dio cuenta Francisco Martínez Montiño cocinero mayor del rey, desplazado con el objeto de hacer más grato su viaje desde El Escorial, sin que tengamos más detalle del modo de preparación esos arroces.

### Arroz a la valenciana
La primera cita documentada de un arroz a la valenciana aparece en un manuscrito de recetas de principios del siglo XVIII, donde se explica que si el resultado es caldoso está terminado «a la catalana» mientras que si queda más seco se trata de arroz «a la valenciana».
Otro arroz a la valenciana se describe en una carta fechada el 8 de octubre de 1760, recopilada en el libro From London to Genoa (1770, página 299). El italiano Giuseppe Baretti, de viaje por España, escribía a su familia incluyendo la receta de arroz a la valenciana según la conoció en casa de un amigo. Junto al arroz y el azafrán, los ingredientes eran manitas de cerdo y de cordero, que debían hervir con panceta, chorizo y morcilla hasta separarse la carne de los huesos, para después cocinar el arroz en el caldo, con el azafrán, y con dos o tres yemas de huevo.
En tres menús de la reina María Luisa de Parma datados entre los años 1788 a 1789 se mencionan dos platos de arroz a la valenciana y otro de pollo con arroz a la valenciana. Estos documentos, que figuran entre los manuscritos de la Colección Espínola, se presentaron en la exposición Arroz a la valenciana para la reina de España, inaugurada en marzo de 2023 en el Museu Comarcal de l'Horta Sud.
Ya en el siglo XIX Francisco de Paula Martí escribe un pequeño folleto sobre el arroz que se acaba anexando al tratado antes mencionado de Gabriel Alonso de Herrera de 1513, en su reedición de 1818, y dice:

Los valencianos tienen la vanidad, a mi parecer bien fundada, de que nadie ha llegado á saberle condimentar mejor que ellos, ni de más diferentes modos, y es preciso confesarles la preferencia, pues con cualquier cosa que lo guisen sea de carne, de pescado o con legumbres solas, es sin duda un bocado sabroso, y tanto mejor cuanto más sustancia se le echa. Nada tiene de extraño que los valencianos hayan llegado en esta parte a un grado de perfección, desconocido en las demás provincias, por ser el alimento casi exclusivo con que se mantienen, particularmente la gente que no tiene grandes facultades, y han estudiado con este motivo los medios de hacerle más grato al paladar. En todas partes han querido imitarlos, y para esto lo suelen dejar a medio cocer, llamándolo equivocadamente arroz a la valenciana, persuadidos de que aquellos naturales lo comen casi crudo, por haber observado que los granos cocidos quedaban enteros y separados en los guisos valencianos.
Francisco de Paula Martí (1818).

Cabe destacar como curiosidad que algunos viajeros extranjeros que vinieron a España durante el siglo XVIII y XIX no mencionan la paella, uno de ellos Alejandro Dumas a pesar de haber recorrido España, a mediados del siglo XIX en su Le Grand Dictionnaire de Cuisine no dedica entradas a este plato. Sin embargo, Richard Ford, un viajero inglés con curiosidades culinarias, al pasar por Valencia describe un arroz como: sol i separat. a pesar de ello los cronistas locales ya empiezan a mencionar el plato y a distinguir entre paella y paelleta.

### La primera paella
La primera receta de paella que se conoce con ese nombre data de 1857, publicada en La cocina moderna, según la escuela francesa y española, de M. Garciarena y Mariano Muñoz. Bajo el epígrafe Sartén a la Valenciana (Paella) se describe comenzando con un sofrito en manteca de cerdo de pimientos, pollo, pato, lomo de cerdo y salchichas, a los que se añade ajo, tomate, perejil, luego alcachofas y guisantes o judías, el caldo o agua caliente hasta cocinar lo anterior, trozos de anguilas, caracoles, y finalmente el arroz, mencionando expresamente no remover desde la mitad de cocción del arroz, y dejar reposar tras retirar del fuego.
El valenciano Víctor Navarro publica en 1896 el libro Arroz a la valenciana: Exposición de las 24 maneras de guisarlo usadas en la provincia de Valencia precedida de la explicación de su cultivo, seguida de las recetas para hacer el all y pebre y el all y oli. Cada una de las 24 "maneras" tiene un nombre relacionado con el contexto o la ocasión: paella familiar, paella sencilla, paella bruta, con elaboraciones similares pero diferentes ingredientes, algunas con productos más lujosos, otras con lo que se encuentra en los arrozales: anguilas, pájaros, caracoles y ratas de marjal.
La receta se hace popular en Bélgica donde se denomina Riz a la Valenciennes y este plato se haría posteriormente popular en Bruselas (Paella Grand Royale). En el año 1896, el francés Eugène Lix ya filma, por primera vez, la realización de una paella en Valencia.
En esas fechas la popularidad del plato es ya muy elevada en el territorio español, pero a pesar de ello el famoso cocinero francés Auguste Escoffier, al escribir en 1927 un folleto sobre arroces Le Riz (El arroz), ignora el plato valenciano.

### Su expansión

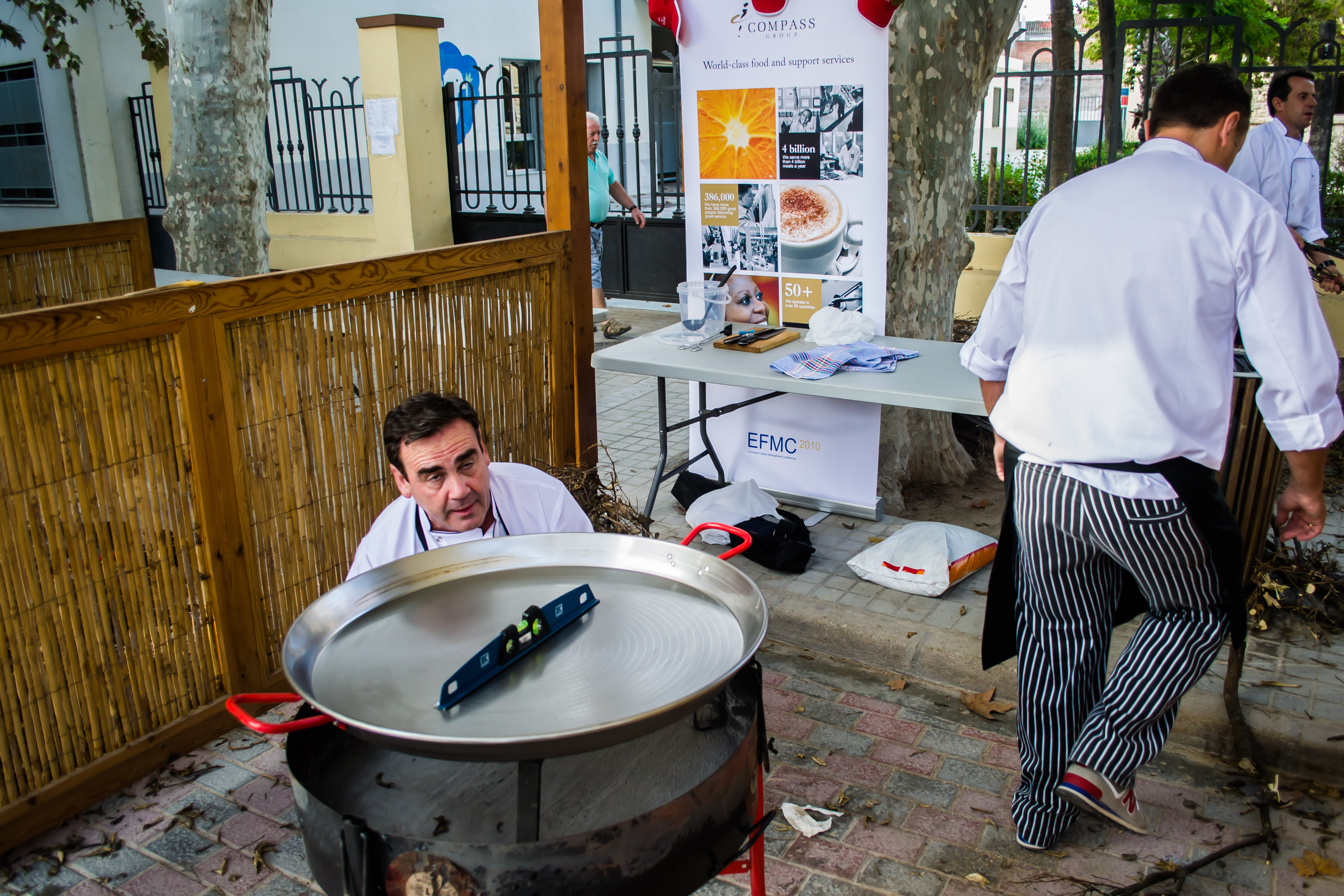
Nivelado de una paella en el Concurso Internacional de Sueca, 2016. Aunque no suele hacerse con tanta precisión en el uso diario, en las competiciones profesionales el nivelado es una práctica habitual.

La paella viviría una expansión ya a comienzos del siglo XX. Un ejemplo de ello puede verse en que a comienzos de siglo una variante de la misma se sirve en Nueva York con la denominación «arroz con pollo», (servido en el Delmonico's Restaurant) al que fue muy aficionado el presidente Franklin D. Roosevelt. En otros lugares del mundo como los restaurantes parisinos se sirve la paella, así como en el soho de Londres. A lo largo del territorio español la paella se va transformando, la inclusión de ciertos elementos como salchichas de Frankfurt se remonta a la época del franquismo, en algunos casos llegando a recuperar como ingrediente el chorizo. En la Barcelona de comienzos del siglo XX, un dandy llamado Juli Maria Parellada hace popular una paella con los ingredientes completamente mondados: paella Parellada.
Desde Europa el arroz viaja a Latinoamérica, y crea algunos platos similares de gran popularidad como es el arroz con pollo, en algunos casos se considera una variante de la española paella. En la cocina del Sur de Estados Unidos influye en la composición de platos de arroz típicos como la jambalaya, que algunos autores discuten ser más parecido al pilaf que a la paella misma.

### Elboomdel turismo
El boom turístico en España de la década de 1960 contribuye decisivamente a la popularización de la paella. La actividad relacionada con el turismo estaba fuertemente condicionada por las directrices del Ministerio de Información y Turismo, que en agosto de 1964 implantó mediante Orden Ministerial la obligación de ofrecer un menú del día a todos los restaurantes, recomendando expresamente: «... la paella, el cocido a la madrileña, la tortilla española, el pescado bien frito y otros muchos platos de renombre en España, que se sirven en el extranjero con gran éxito». Como consecuencia, los turistas de otros países que pasan sus vacaciones en las costas españolas, prueban el plato y generan una demanda que se extiende por todo el país, incluso en Madrid. Este fenómeno, junto a la creación del Concurso Internacional de Paella Valenciana de Sueca, instaurado por aquellas mismas fechas, hizo que se expandiese más allá de las fronteras y que se llegase a conocer este plato en todo el mundo. 

## Paella valenciana

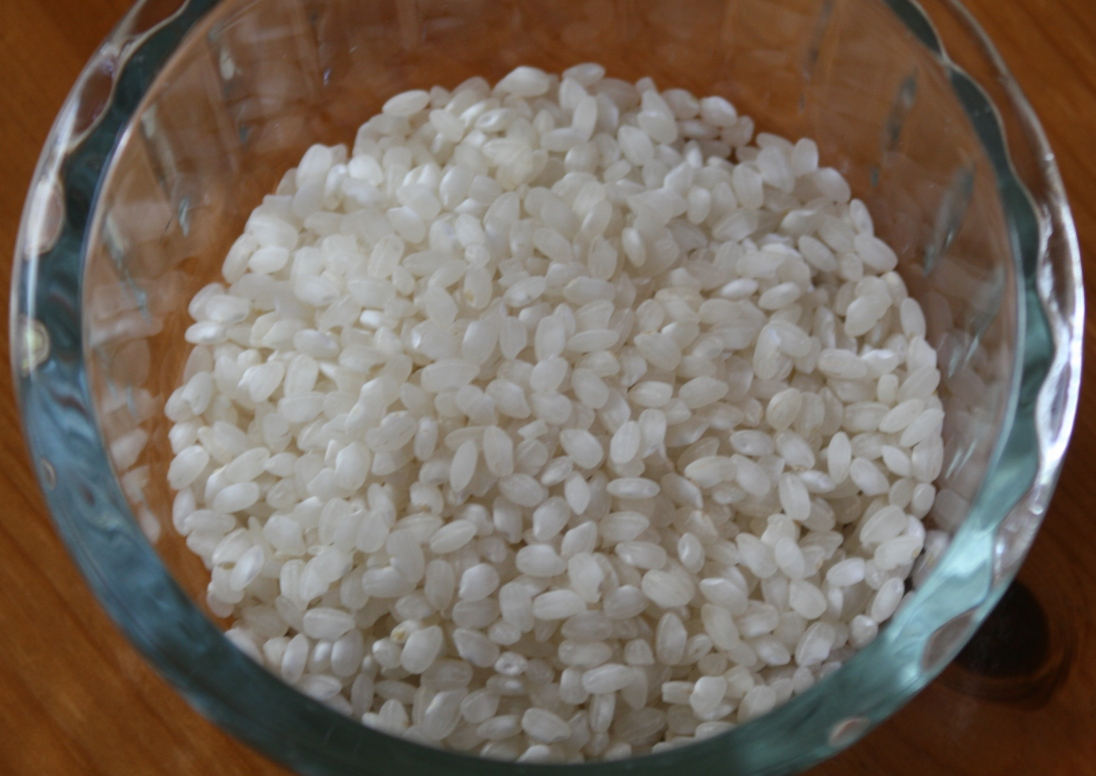
Arroz de grano medio: arroz bomba, arroz sènia y arroz Albufera, que son los que se utilizan para la paella.

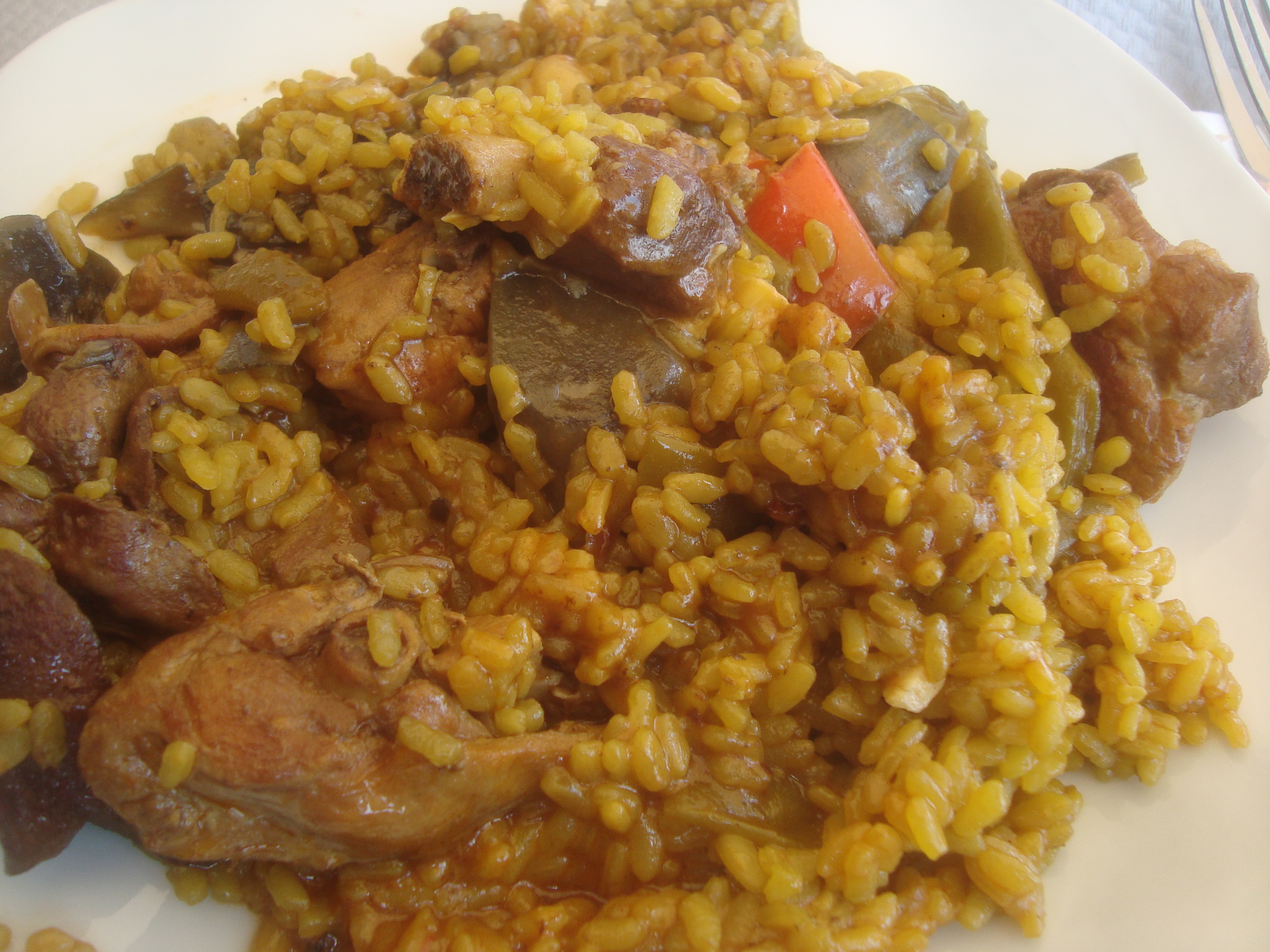
Plato de arroz de paella

La Consejería de Agricultura del gobierno valenciano ha elaborado en conjunto con el Consejo Regulador de la Denominación de Origen Arroz de Valencia, un registro de ingredientes que tendrá que llevar toda paella que quiera comercializarse bajo el nombre de Paella Valenciana.
Los diez ingredientes básicos que siempre se usan general y tradicionalmente son pollo, conejo, bajoqueta (judía verde), garrofón, tomate, arroz, aceite de oliva, agua, azafrán y sal. Además de lo anterior, según la región, se admiten ingredientes como ajo, alcachofa, pato, pimentón, caracoles, el romero o pimiento rojo y variantes que «también serán aceptadas dentro de la denominación de auténtica "paella valenciana"».

## Descripción de la receta original
Para Valencia, el origen exacto del plato está casi con seguridad en la zona arrocera próxima al lago de la Albufera, donde está documentada su existencia ya en el s. XVIII. La geografía de la región propició la utilización de unos ingredientes determinados en la elaboración del plato. Según Dionisio Pérez la verdadera paella contiene anguila, caracoles y judías verdes. Menciona una cacerola especial de fondo ligeramente convexo y debe ser elaborada con una fuente calorífica a base de fuego de leña.
Al ser la Comunidad Valenciana una zona pobre en ganadería, los animales disponibles para la alimentación eran los de corral, como el conejo y el pollo. El entorno natural de la Albufera posibilitaba la adición de la rata de marjal, así como del pato, si bien este último en mucha menor cantidad que de los otros dos debido a su mayor contenido graso.
Ya en 1818 Francisco de Paula Martí menciona en su pequeño folleto (en un apartado sobre el uso del arroz), una de las primeras recetas del arroz a la valenciana:

Para que el arroz a la valenciana salga como le hacen aquellos naturales, es preciso que se cueza a fuego muy activo, prefiriendo el de llama, a fin de que no se interrumpa el hervor. Para saber la cantidad fija de caldo que se necesita, sea cual fuere la que se pretenda guisar, llevan generalmente la regla de removerlo con una cuchara de palo, y antes que se repose enteramente, la plantan en el centro de la vasija, y si se mantiene sin movimiento le añaden algo más (de caldo), y repiten lo mismo hasta que la cuchara se tartalee sin caerse, que es cuando tiene suficiente. Activan la lumbre para que levante pronto el hervor, y procuran sostenerla hasta que el caldo está cerca de consumirse, y entonces prueban el grano a fin de ver sí está bien penetrado hasta el corazón. Si lo está, lo separan del fuego inmediatamente, lo dejan reposar, y aquella pequeña porción de caldo la absorbe, y queda entero, bien cocido, esponjada y suave al paladar; pero si se observa al probarlo que todavía está algo duro, le añaden algo más de caldo, procurando que esté caliente para que no se interrumpa el hervor; porque si esto sucede, el resultado es deshacerse sin que se consiga el que se penetre, quedando duro el corazón del grano. Casi nunca es necesario añadirle más caldo que el que dijimos al principio, y si acontece alguna vez, es porque el arroz está muy bien granado, y necesita algo más de humedad para penetrarse bien. Las demás circunstancias del condimento quedan al arbitrio del que lo guisa y será tanto mejor cuanta más delicada la sustancia que contenga, como queda insinuado.
Francisco de Paula Martí (1818).

Este pequeño ensayo del siglo XIX ya explica el problema de la cocción del arroz y quiere indicar la raíz del cocinado de este plato. Ya en 1745 Juan de Altimiras en su libro Nuevo arte de cocina describe recetas para preparar «arroz con anguilas». Sea como sea la receta de Francisco de Paula Martí se acerca bastante a la definición de paella valenciana que se tiene en la actualidad. Para algunos investigadores modernos la paella es un «concepto» ligado más al instrumento con el que se cocina el arroz que a la receta.

## Recipiente empleado en su elaboración

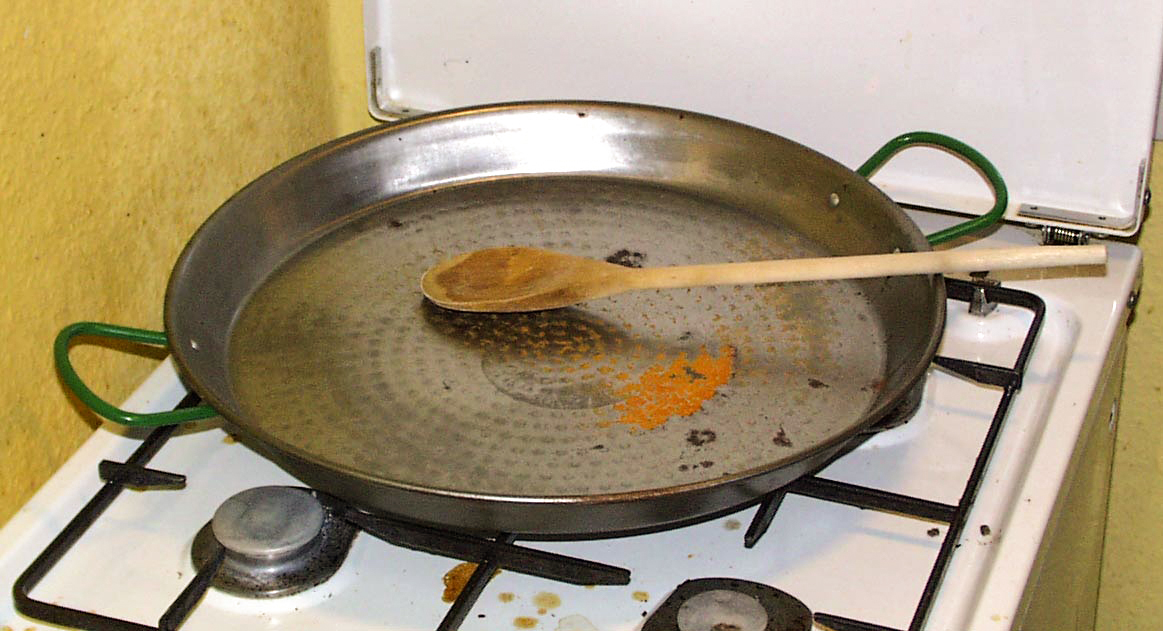
Paella típica de acero inoxidable, empleada por su característica física de proporcionar una gran superficie para la evaporación del caldo.

La denominación de la paella viene del recipiente en que se prepara. No obstante, en todas las poblaciones ribereñas de la Albufera, lugar de origen del plato, al recipiente se le denomina "caldero" y al soporte "ferros". [cita requerida] El origen latino del plato lo identifica, la sartén en latín es patella, hay autores que identifican la denominación del plato con la ausencia de la 't' y de esta forma queda: pattella. La palabra paella en valenciano significa sartén (con el mismo origen que el término desusado castellano padilla) y llegó a Valencia, proveniente del francés, a finales del siglo XVI. La palabra paella fue sinónimo en español de «arroz valenciano» o «arroz a la valenciana» (como plato valenciano) a partir de 1900. En la provincia de Valencia el recipiente —paella— fue el que prestó su nombre al plato cocinado con el mencionado utensilio, a causa de la reticencia retórica derivada de arroz en paella (o incluso «arroz a la paella»), no así en la provincia de Alicante. Esta transferencia del nombre del recipiente en que se cocina el plato al plato en sí es análoga a la que ocurre con el plato conocido como puchero, llamado así porque se prepara en el recipiente de igual nombre. En el resto de España es común referirse al utensilio de cocina como «paellera».
La Real Academia Española desde hace tiempo admite ambos vocablos, pero recordando en su etimología que significa sartén. Existen denominaciones de esta sartén en castellano antiguo como padiella o paellon en Toledo (1434) al indicar la sartén. Algunos autores como fray Luis de León mencionan payla en alguna de sus obras. En la cocina existen casos de platos que se han acabado denominando igual que los recipientes sobre los que se cocina. Ejemplos son la olla (usado antiguamente como cocido), el tajine marroquí, los wok tailandeses, etc.
La paella es una especie de sartén generalmente de hierro (las de hierro colado son más apreciadas) o acero, ancha, con dos o más asas pequeñas, poca profundidad y gran superficie. Esta proporción mantiene los ratios de evaporización adecuados. Por eso se dice que debe tener mucho diámetro y poco fondo. Su profundidad no suele ser mayor que unos cinco o seis centímetros y su diámetro varía dependiendo del número de comensales siendo, por ejemplo, la de cuarenta centímetros de diámetro adecuada para cuatro comensales. Puede estar, no obstante, entre los 10 y los 90 cm de diámetro. El recipiente es una sartén sin mango, en cuyo lugar se le han fijado dos asas, una a cada lado, que ayudan a afianzarlo. Su diseño plano y de poca profundidad favorece una evaporación rápida y uniforme del caldo, característica necesaria para la preparación correcta de la paella. La primera vez que se adquiere una paella debe ser lavada con vinagre y gravillas para evitar el sabor metálico. Durante su almacenamiento basta harina o sal refinada. Las propiedades higroscópicas hacen que absorban la humedad, y nunca se debe usar aceite para almacenarlas, ya que acaba proporcionando un aroma rancio.
En España es fácil adquirir uno de estos recipientes, que suelen comercializarse de dos tipos: con el acero a la vista (sin recubrimiento) y de acero esmaltado (suelen tener un recubrimiento negro y 'puntos blancos'). Existen también paellas de aluminio o acero inoxidable. Dentro de estas variedades, se pueden encontrar aquellas para uso cuya fuente es de fuego (a leña o gas utilizando quemadores tipo paellero) o para uso con resistencias eléctricas, vitrocerámica o inducción. En la actualidad se comercializan unas paellas con resistencias eléctricas que permiten realizar el plato con una fuente de calor artificial sin necesidad de fuego.
Existe una gran variedad de tamaños de paella, que se fabrican en función de la cantidad de raciones a cocinar, desde paellas de 10 cm de diámetro hasta paellas fabricadas por encargo de más de 200 cm de diámetro, utilizadas en grandes eventos. La paella más grande fabricada hasta la fecha, y que ostenta el récord Guinness fue fabricada por partes, y cocinada por Antonio Galbis, experto en este tipo de grandes eventos. Medía 21,5 metros de diámetro y fue utilizada en Moratalaz en el año 2001.

## Modo de preparación

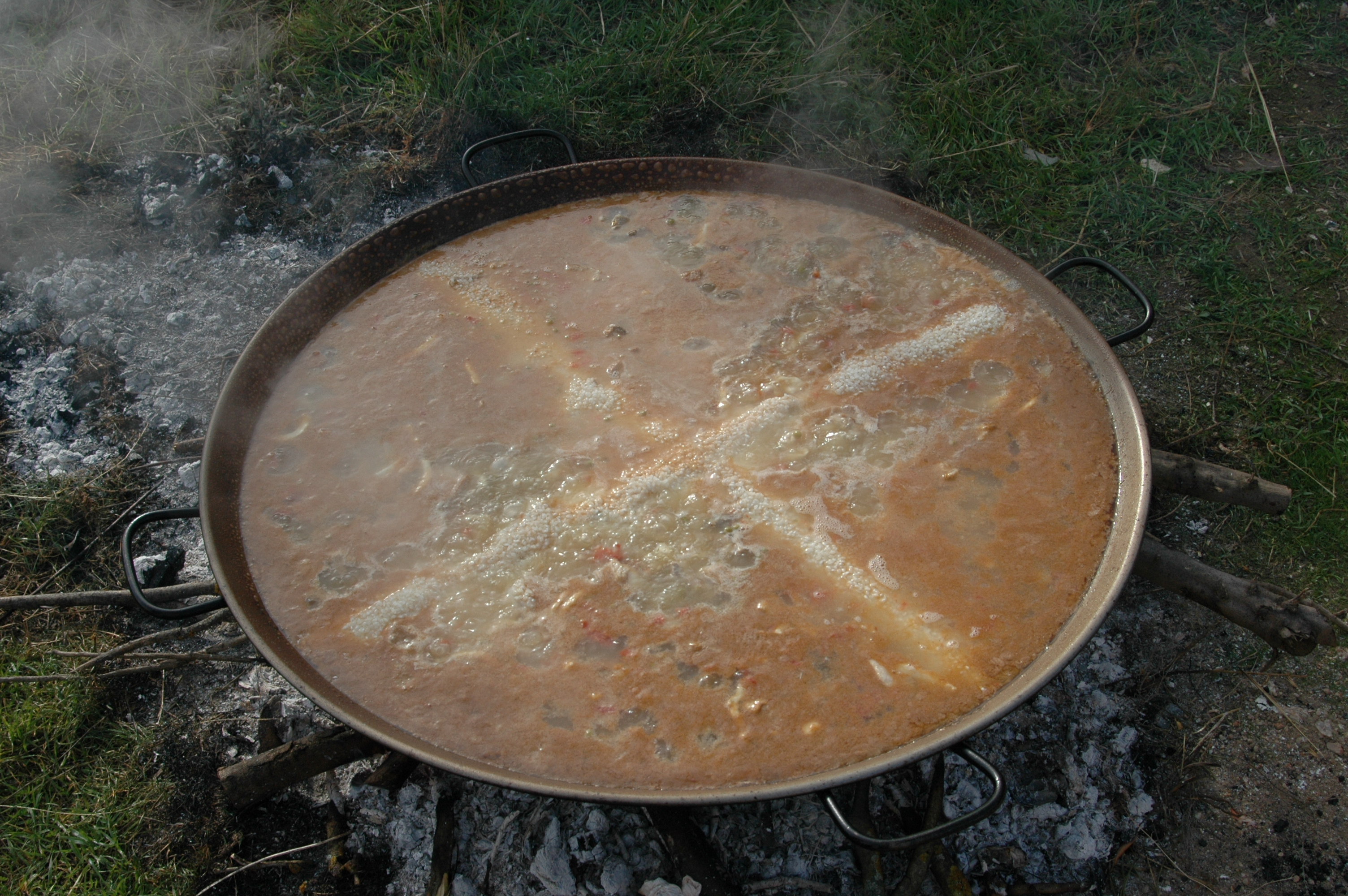
Una paella en plena cocción con su típico «patrón» de arroz en forma de cruz

### El arroz

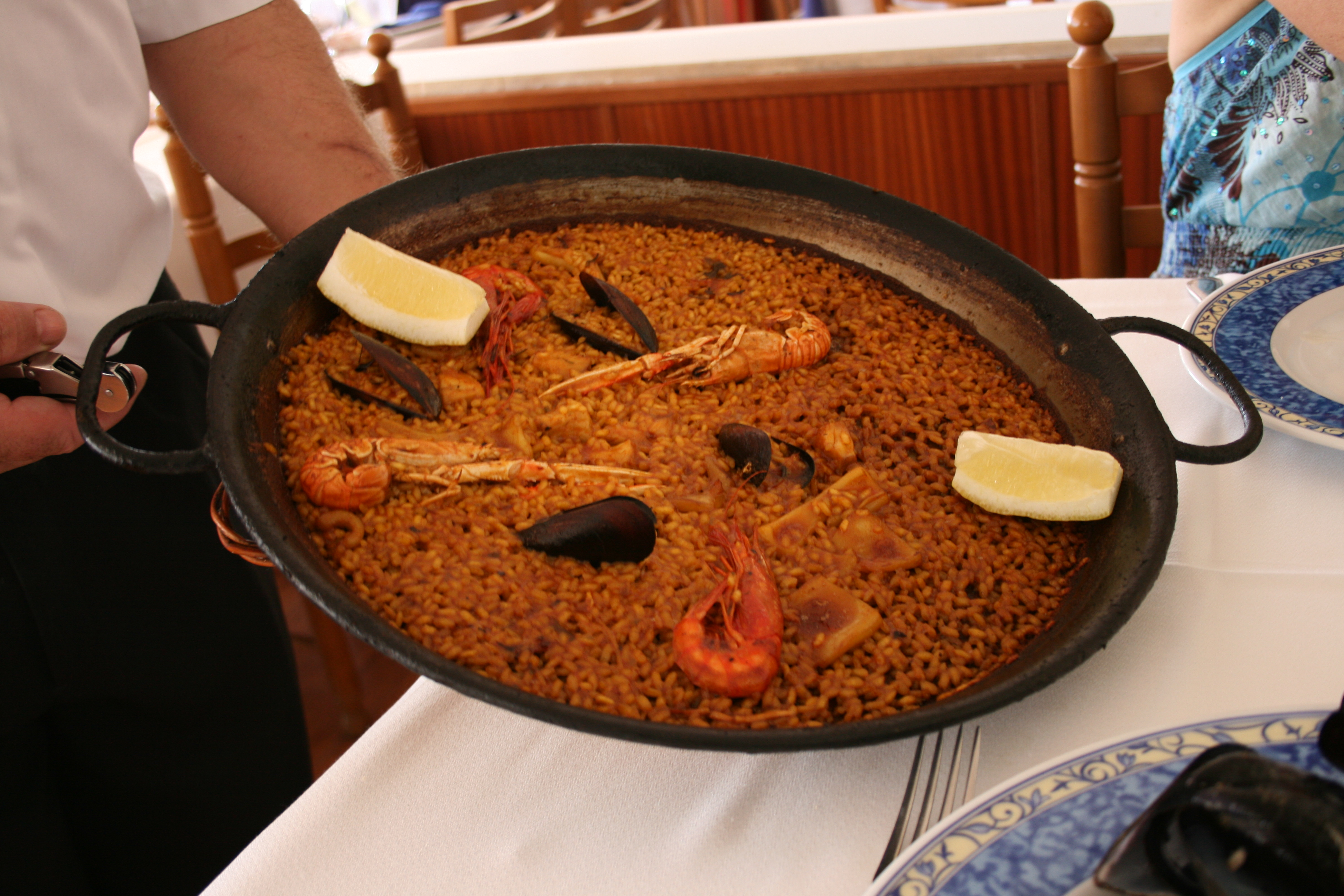
En las paellas esa capa tostada se denomina Socarrat

El arroz es el protagonista principal de la paella. En la paella los granos se cuecen hasta quedar sueltos. De las partes de un grano, el endosperma es la parte que se emplea, el endosperma se encuentra compuesto principalmente por almidón. No existe gran variación de sabor entre unas variedades u otras. El grano cocinado hasta que mantenga su estructura absorbe sabores y aromas del entorno (verduras, carnes, marisco, etc.). El arroz sobre-cocinado (denominado en valenciano empastrat) pierde esa capacidad de retener sabores y aromas. El arroz de la paella debe tener dos características a tener en cuenta: la primera es la capacidad de absorber agua y la segunda su resistencia a reventar (o de abrirse) durante el cocinado. Los arroces de tamaño mediano son los más empleados en las paellas (de cinco a seis milímetros). Los pequeños son poco apreciados (por debajo de cinco milímetros). Las estructuras de almidón del endosperma son las encargadas de «almacenar» los sabores. La calidad del arroz se debe a su composición química, por regla general cuanto más amilasa contenga mejor calidad, y cuanto más amilopectina mejor respuesta a la cocción.
Algunos cocineros emplean para la elaboración de la paella arroces como el de Calasparra (originaria de Murcia) o el denominado arroz bomba. Las variedades de arroz redondo más mencionadas para la realización de la paella, junto con bomba son: bahía y senia. El de bomba se prefiere por ser el que mejor mantiene las dos propiedades mencionadas, absorbe agua sin quedar pastoso tras su cocción y no rompe con facilidad.
En Valencia el arroz se vierte en la paella cuando el caldo está hirviendo. Se suele cocer el arroz inicialmente con un punto de sal (levemente salado), el arroz es un cereal con poco sodio y tiende a absorber del caldo por ósmosis. La mayoría de variedades aguantan entre unos 15 a 20 minutos de cocción. La cantidad aproximada de arroz es de unos ochenta o cien gramos por comensal. Es importante repartir bien el cereal nada más añadirlo al guiso ya que si se remueve posteriormente se romperá liberando el almidón que guarda en su interior provocando que el grano explote (esclatat en valenciano) y quede con una textura no demasiado agradable (empastrado). La proporción de agua para la cocción depende del tipo de arroz, pero en la mayoría de los casos suele estar entre dos veces y media (a tres veces) el volumen del arroz empleado. Tras el hervor fuerte suele dejarse los últimos 5 minutos casi sin fuego.
En Alicante y Murcia, tras sofreír todos los ingredientes, se sofríe el arroz hasta dejarlo «nacarado», logrando así que tenga una película que dificulte que se «pase» y tras esto se va agregando el caldo hirviendo en función de la cantidad de arroz añadido. Luego se va corrigiendo, agregando o no más caldo hirviendo. Alcanzado el punto adecuado, se deja reposar el tiempo necesario para que no se pase y quede perfecto, sin abrirse el grano pues soltaría el sabor, esto es, el caldo. Nunca será tapada la paella. El punto difiere si se trata de un arroz meloso (parecido al risotto) o seco. A partir de ahí se remueve para «detener» su cocción en reposo.
|                                                                                                |
| Detalle de una paella ya preparada. Pueden verse los granos sueltos y al dente (sin reventar). |

| |
| Detalle de una paella marinera con los granos de arroz «pasados»; es decir, sobrecocidos y abiertos por las puntas. |

Para un arroz tipo bomba que absorbe más el caldo (además de sabor) hay que dejarlo 5 min más fuera de la fuente de calor. Conviene dejarlo reposar fuera del fuego unos cinco minutos para que el arroz termine de absorber todo el caldo, en algunas ocasiones se cubre con papel aluminio con el objeto de no perder más líquido por evaporación y mantener la paella caliente. De cualquier manera, los granos al finalizar han absorbido el caldo y deben estar al punto.
La parte ligeramente quemada de la paella se denomina socarrat (granos tostados por la reacción de Maillard) y suele ser una parte muy apreciada por los comensales.

### Las verduras
Se emplean diversas verduras y hortalizas en la elaboración de la paella. El tomate es frecuente para elaborar el sofrito (fundamental en gran cantidad de recetas culinarias valencianas). Dentro de las verduras se encuentran el "rotjet" y la ferraüra (o ferraduras), dos tipos autóctonos de judía verde conocida como bajoqueta en valenciano, así como la tavella (o tabella, una alubia blanca pequeña muy cremosa) y el garrofón (una alubia blanca grande y plana). Así, es habitual observar reclamos publicitarios con paellas en las que destacan ingredientes como los guisantes. Se sofríe en el aceite de oliva la carne. Una vez bien frita la carne se añaden las judías verdes y el garrofón. Posteriormente el tomate. Entre las verduras mencionadas se encuentran también las alcachofas, habas, etc. Aunque raras, existen variantes de paellas que solo contienen verduras: Paella de verduras (Paella de la huerta o arroz huertano, en Murcia). En algunas paellas es frecuente decorar el aspecto final con pimiento rojo (pimiento morrón) dispuesto en tiras radiales.

### Carnes

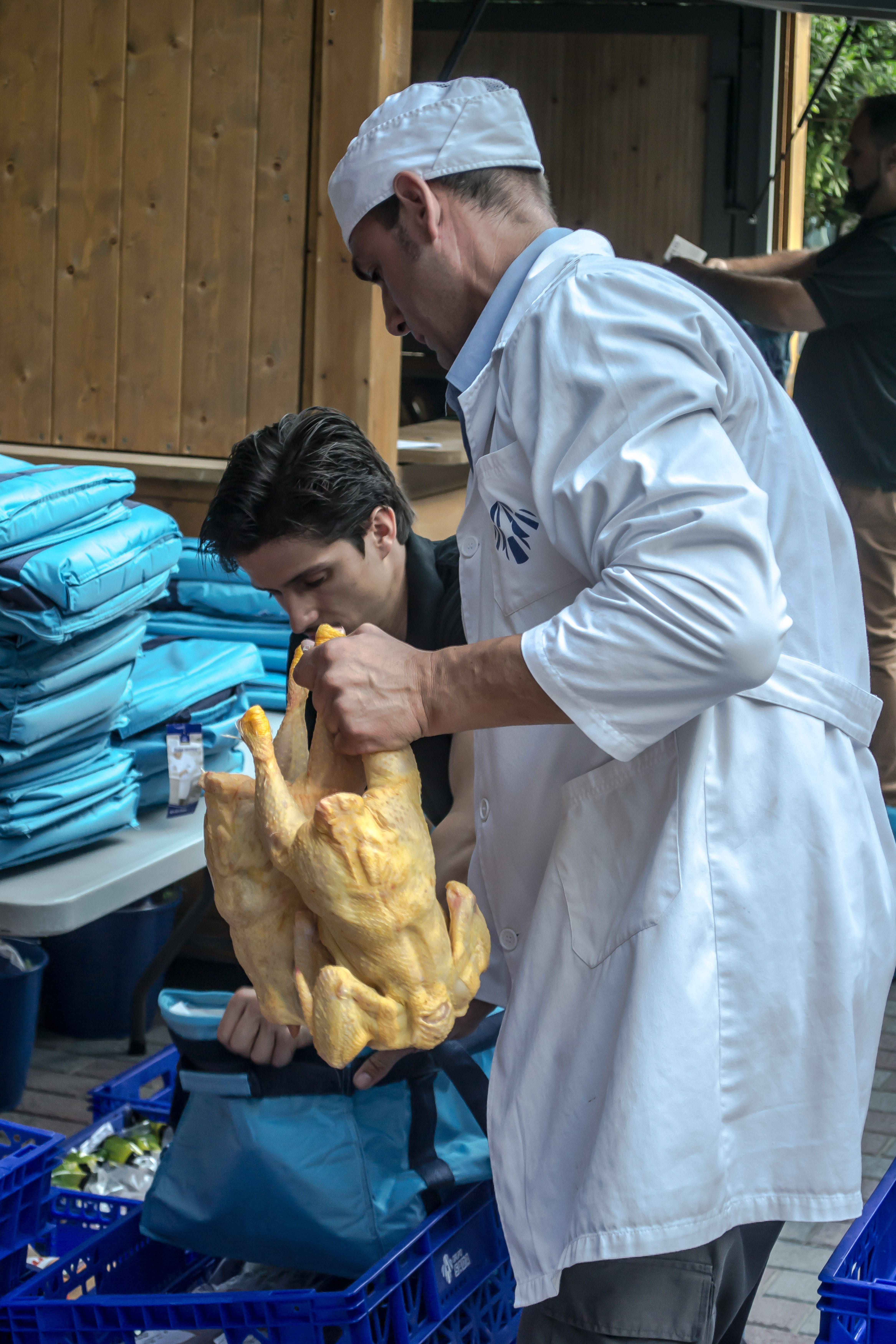
Pollos para paella
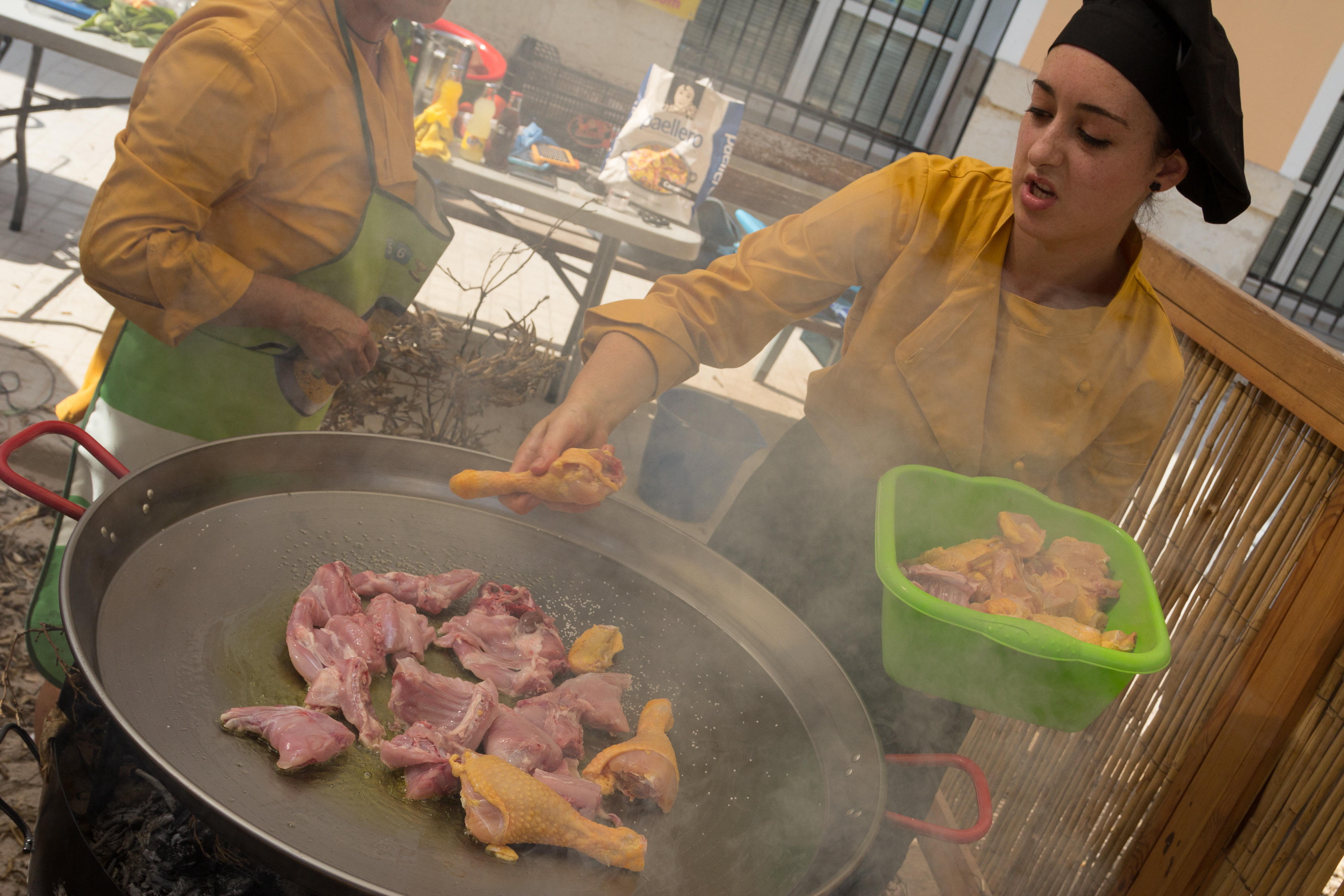
Carnes de pollo (en el exterior) y conejo (en el centro)
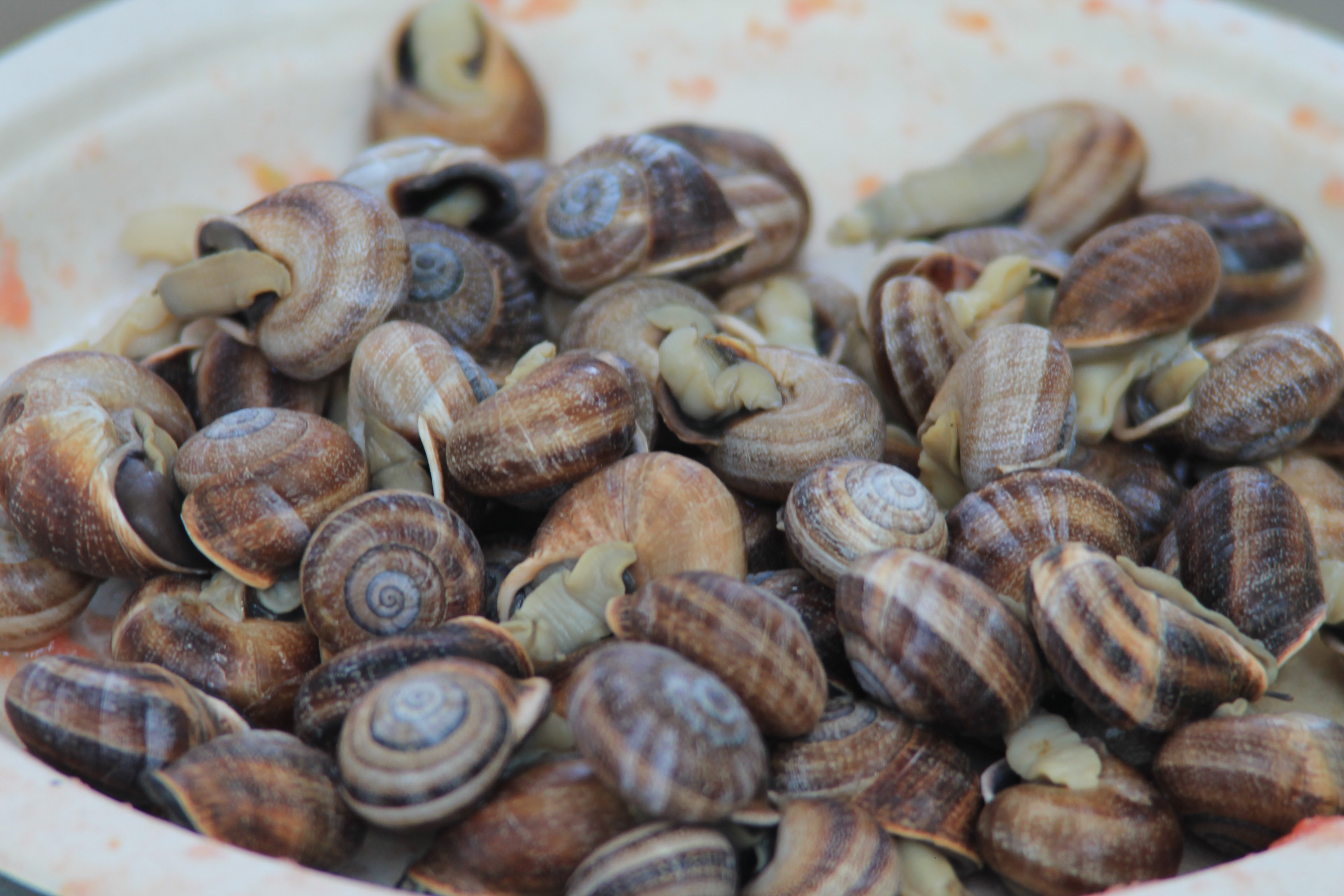
Las vaquetas son el tipo de caracol más frecuentemente utilizado

Los elementos cárnicos son habituales en la receta original de la paella. Es natural que se empleen aquellas carnes típicas en la caza de la Albufera. No obstante suelen aparecer: la carne de pollo, el conejo y en raras ocasiones el pato silvestre. Es frecuente también el caracol serrano, denominado xoneta (o también vaqueta) que posee una cáscara de color blanco y con franjas negras. Este caracol posee un fuerte y característico sabor, lo que hace que en los mercados locales alcance elevadas cotizaciones. Sirva como curiosidad el empleo antiguamente de ratas de la Albufera, que consiste en un roedor que se alimentaba de las gramíneas valencianas. Lo confirman diversos autores y el propio Vicente Blasco Ibáñez lo menciona en su novela «Cañas y Barro».

### Las especias y aditivos
Para añadir sabor al plato se añade azafrán, el cual proporciona, además del sabor, una tonalidad ligeramente rojiza. El uso de azafrán para condimentar y colorear platos de arroz como la paella fue antaño de uso frecuente en los platos valencianos. En Valencia se suele agregar en ciertas ocasiones un poco de pimentón y, si se desea, se pueden añadir, antes de hervir, unas ramas de romero durante unos minutos, con el objeto de que el caldo no tome demasiado sabor. Existen recetas que mencionan el clavo. El uso de pimentón dulce es opcional; su empleo proporciona un sabor ahumado agradable.
En Murcia y Alicante, además del azafrán, es indispensable añadirle ñora sofrita en la propia paella y posteriormente machacada en mortero. No debe confundirse la ñora con el pimentón.
El color amarillo es una de las características visuales de la paella. En la actualidad es frecuente que se vierta una cierta cantidad de colorante artificial (en lugar de emplear azafrán) para que el color amarillo de la paella final atraíga más a los potenciales consumidores. Este colorante contiene tartracina (E-102) y es el denominado «amarillo paella», cuya intensidad de amarillo depende de la concentración acuosa y carece de sabor u olor. En raras ocasiones se emplea en la coloración la cúrcuma por ser un colorante que introduce sabores y aromas secundarios que alejan el plato de los estándares habituales.

### La fuente de calor: su cocción

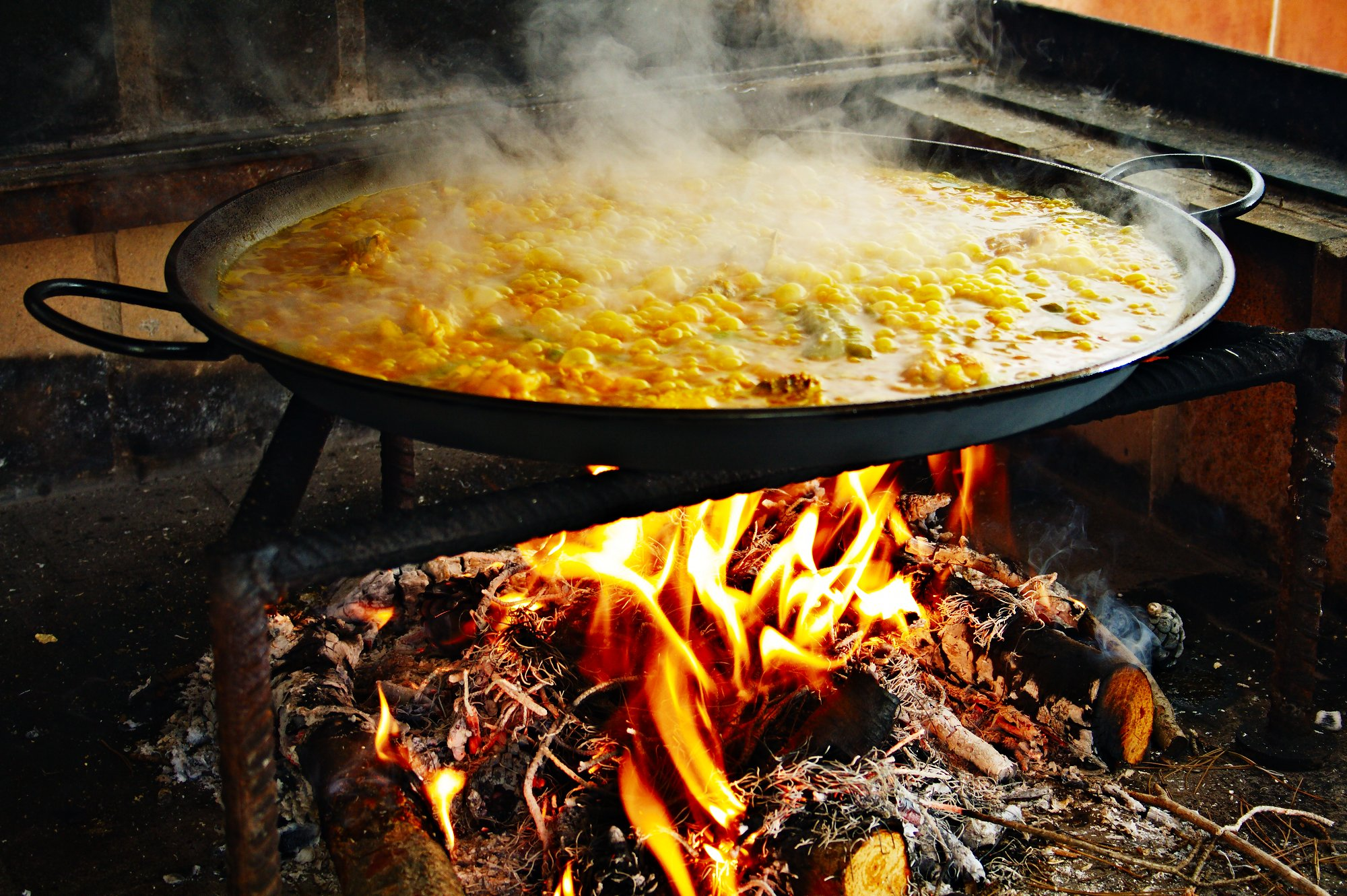
Una paella a la leña en plena ebullición

La cocción de arroz necesita de una adecuada fuente de calor. Es preciso retirar el arroz en un punto en el que el grano no haya reventado (pasado). Para cocinar la paella 'a leña' existen diversos dispositivos, el más antiguo y común, sobre el que la paella descansa nivelada por encima de la leña, consiste en un artilugio triangular de hierro con tres patas, llamado trébede (en castellano). Para el fuego se solía emplear madera de monte bajo y existen descripciones que mencionan la madera de naranjo (Citrus × sinensis). Las maderas de monte bajo suelen contener elementos de maderas aromáticas como: ajedrea, romero, tomillo, orégano, etc. El empleo de maderas hace que la paella tenga al final un ligero sabor ahumado, que aumenta la riqueza de sabores y aromas. En la actualidad se cocinan paellas que se elaboran en un aparato llamado «paellero» que se alimenta de una bombona de gas butano, compuesto de círculos concéntricos, por donde salen las llamas y que reposan en patas; en algunos casos las hay con fuentes eléctricas incorporadas (hornillos). También puede encontrarse un accesorio para las cocinas de gas (natural o butano) parecido al que se ha citado, pero que se conecta a la salida de uno de los hornillos de gas de las cocinas normales (quitando el quemador); a Salvador Ten Montoliu (1897-1974), chef e inventor, se le atribuye haber registrado en la década de 1950 la patente al primer paellaero de gas.
La paella debe estar perfectamente nivelada antes de poder hacer la cocción. Debe en cualquier caso asegurarse que la horizontalidad se mantendrá durante todo el proceso de cocinado. Las recetas tradicionales mencionan, casi sin excepción, siempre la frase «fuego vivo» durante las primeras fases del cocinado. La sartén (paella) debe reposar unos cinco minutos, es regla popular en Valencia que el reposo final lo haga sobre lecho de arena, nunca de piedra o cemento. Quizás se deba a un tema de conductividad térmica y velocidad a la que la paella pierde temperatura, que debe ser lo más lento posible.

## Servicio y maridajes
Sobre la forma de servir la paella hay muchas variantes, suele proporcionarse a cada comensal una cuchara de madera de boj y con ella va tomando a cucharadas directamente de la paella. Se evita en los lugares clásicos el empleo de tenedores o cucharas metálicas por proporcionar estas un ligero 'sabor metálico' al arroz de la paella.
En los restaurantes de postín y en los de turistas se suele servir mediante un servicio a la rusa, esto es, mostrando el contenido a los comensales y separando posteriormente en cada plato el contenido en partes iguales de arroz y verduras, carne o mariscos.
Respecto a los maridajes, el vino ideal es un tinto joven o un rosado no excesivamente ligero. Acompañan adecuadamente este plato los vinos de las Denominaciones de Origen Valencia, Utiel-Requena y Alicante, reforzando su carácter mediterráneo.

## Variantes de la paella valenciana

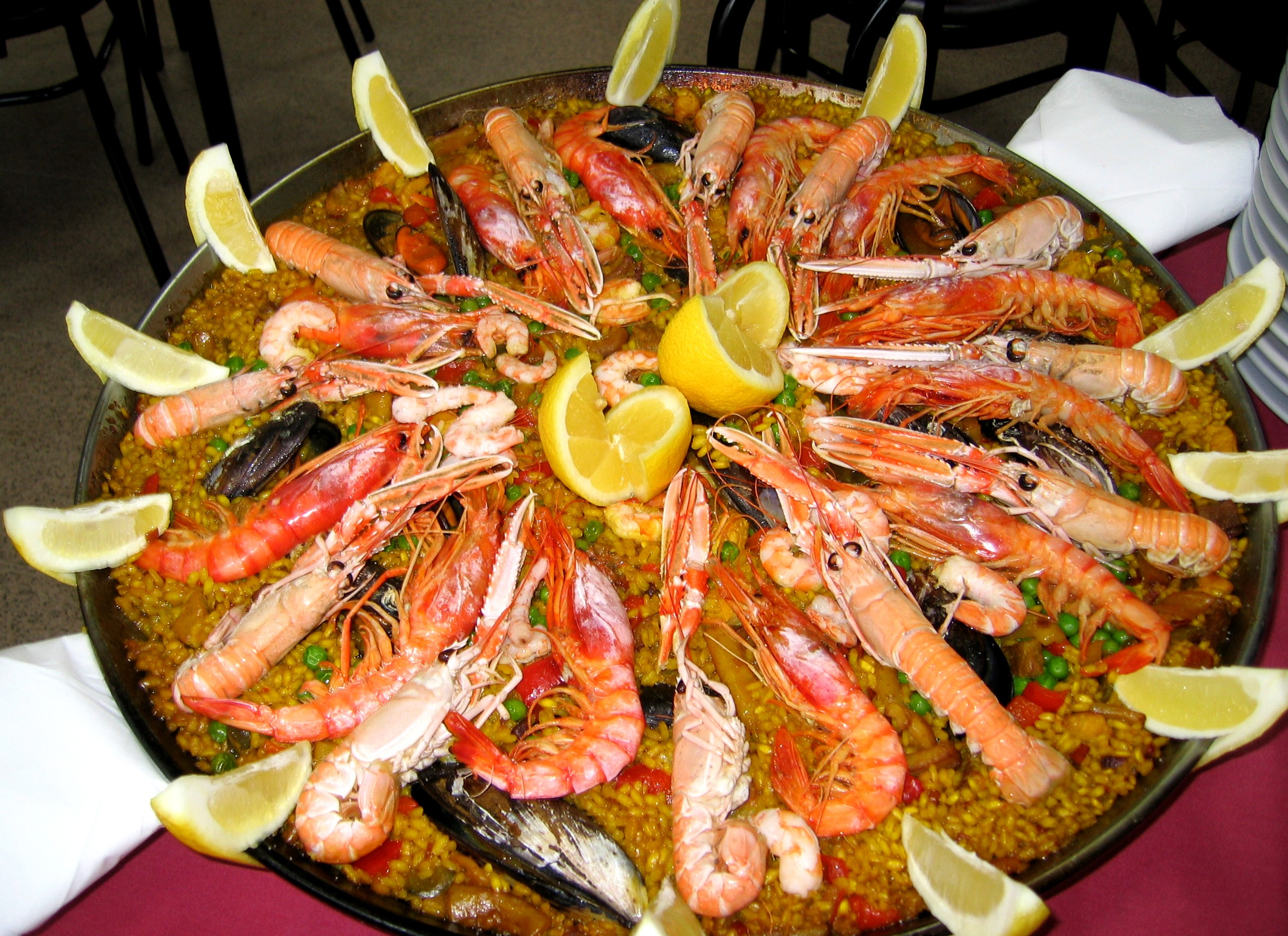
Paella de marisco (paella marinera)

Desde que la paella dio el salto desde su cuna, en las inmediaciones del lago de La Albufera, este plato no ha dejado de aumentar su fama y sus degustadores en el resto de España y el mundo. La paella dominical de los valencianos se cocina hoy en buena parte de España y su popularidad es tal que se ha convertido en el plato estrella de la cocina valenciana dentro y fuera del país. Obviamente, la internacionalización de la paella ha originado nuevas variantes del plato y como todas aquellas recetas que han alcanzado fama mundial, hoy existen centenares de tipos de paella, algunas con recetas realmente exóticas que no tienen nada que ver con la paella valenciana tradicional.
Algunos autores expertos niegan que la denominación paella se extienda a platos cuya base no es la original, y en sus obras carecen de recetas para ellos. En la actualidad, incluso se ha generado una gran controversia al respecto. La internacionalización de este plato de origen valenciano ha derivado en un sinfín de variopintas recetas y distintas interpretaciones del plato ante las cuales se ha originado un movimiento conocido como paellismo en el que se contraponen los defensores de la receta tradicional frente al arroz con cosas . Sin embargo, la idea original de hacer la paella con los mejores productos autóctonos se ha reproducido y cada lugar ha aportado su variante especial a la paella (como la nueva paella catalana o paellas a las que se les agrega chorizo, huevo o ketchup). Dentro de las innumerables variantes las clasificaciones se inclinan por una paella marinera, elaborada con productos del mar entre los que caben pescados y mariscos diversos, la paella mixta que combina carnes (cerdo o pollo) con pescado o marisco y la paella de verduras o paella vegana.
Detrás de los múltiples ingredientes con los que se puede hacer una paella y los distintos modos de hacerla, hay toda una tradición. Y cocinada con fuego de leña, el sabor es distinto, pero también su complejidad es mayor.

### Paella marinera

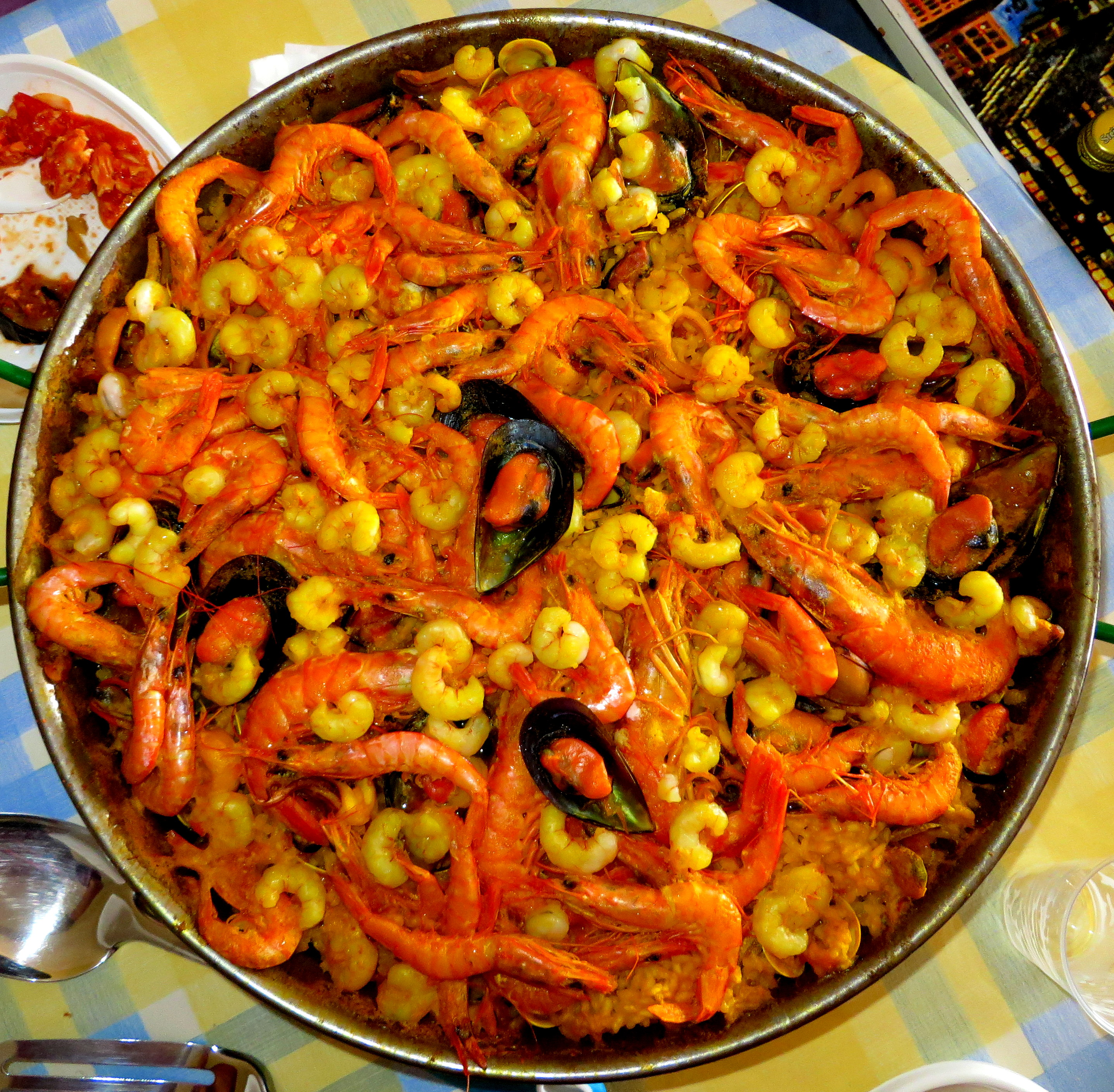
Paella de mariscos

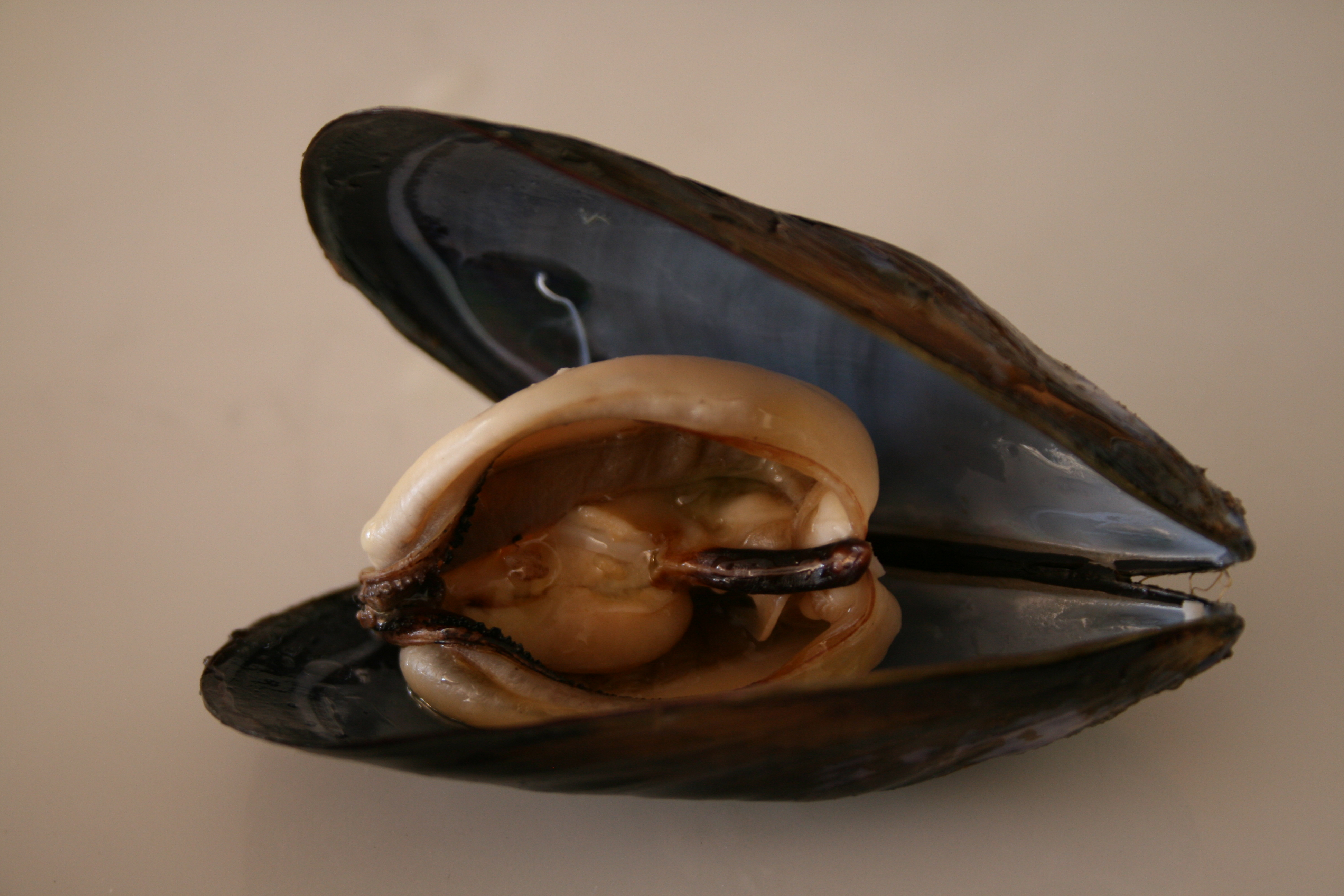
Clóchina (variación mediterránea del mejillón, pero más pequeña y fina).

La variante más popular es la paella marinera que prescinde mayoritariamente de las verduras y sustituye la carne por diversos mariscos, moluscos y pescados además de sustituir el agua por caldo de pescado. En tierras valencianas también es posible encontrar otra variedad conocida a veces como «paella d'hivern» (paella de invierno) en la que debido a la dificultad de encontrar judías verdes en dicha época del año se utilizan otras verduras como alcachofas para sustituirlas. No existen documentos históricos que señalen exactamente el origen de la paella marinera, pero sí que es la alternativa costera a la paella tradicional, elaborada a base de sepia, calamares, cigalas, langosta, almeja, o clóchina (variedad mediterránea del mejillón, más pequeña y fina).

### Paella mixta
Otro tipo de paella es la conocida como mixta. Esta receta apenas es consumida en Valencia ya que es un invento reciente efectuado en otras regiones españolas. Pese a la desviación sobre la receta original, la paella mixta ha ganado mucha aceptación fuera de la Comunidad Valenciana; este tipo de paella es el que se encuentra en buena parte de los restaurantes no valencianos de España y del extranjero. Algunas de las investigaciones culinarias apuntan a que su origen pudo haber sido el intento de cocinar las sobras cárnicas.
Abundan los folletos turísticos y las colecciones gastronómicas sobre España donde el único tipo de paella mencionado es la mixta. Otras variaciones de la paella, si son cocinadas fuera de Valencia, además de mezclar carne con marisco, incluyen ingredientes tales como guisantes, cebolla, chorizo o salchicha. Aunque en la receta tradicional solo se incluyen carnes de pollo y conejo ya se ha comentado antes que en el entorno de la albufera es habitual el uso de pato en su elaboración. Asimismo, en el interior de la Comunidad Valenciana y en la comarca de La Plana (Castellón) se suele añadir un trozo de costilla de cerdo por comensal consiguiendo como en el caso anterior el mismo efecto, que quede el guiso más meloso.

### Paella alicantina
La paella alicantina se elabora usando la salmorreta, que también se emplea en platos como el arroz a banda o el arroz del señoret y es una salsa hecha de ajo, tomate, ñora y perejil. Luego, además del arroz, se hace con pollo, conejo, pimiento, ajo, azafrán y de forma ocasional garbanzos. La cabeza de ajos se pone, muchas veces, en el centro de la paella. Se utiliza agua para su cocción, aunque se puede hacer un caldo con el pollo, el conejo y el azafrán. No se debe confundir la paella alicantina con otros arroces de pescado, típicos también de la misma zona. La elaboración de esta paella es originaria del sur de la Comunidad Valenciana (sobre todo en las comarcas del Campo de Alicante, el Vinalopó, la Hoya de Alcoy o la Hoya de Castalla).

## Tradiciones
La paella desde sus inicios ha sido un plato que reúne a la gente para celebrar un evento. Se trata de un plato fundamentalmente festivo. No obstante existen fiestas culinarias hoy en día en honor a la paella y se denomina Paelles al Carrer. Otras fiestas famosas en honor de la paella se celebran en Sueca que desde el año 1961 se concurre para realizar el Concurso Internacional de Paella Valenciana de Sueca. Esta costumbre hace que en la actualidad sea común en muchas festividades de localidades valencianas la elaboración con fuego de leña de paellas gigantes que son repartidas de manera gratuita entre los asistentes. Denominadas Paelles al Carrer.

### Anar de paella
Es costumbre valenciana el «anar de paella» (ir de paella). Es una frase empleada rutinariamente en toda la Comunidad, y que deja entrever el conjunto de factores ambientales que rodean a la elaboración y degustación de este plato.

### Paella del domingo
En la Comunidad Valenciana siempre se ha asociado la paella al elemento festivo. Debido a su laboriosa preparación y a que sus ingredientes fueron un lujo para la mayoría de la población durante mucho tiempo, cuando había que realizar alguna celebración la paella era el plato elegido. Por ello, en muchos casos todavía es el hombre el encargado de guisar la paella, ya que al estar asociada su consumo al de una festividad se salía de las obligaciones corrientes de una ama de casa.

### Paella del jueves
La costumbre en algunas familias de comer paella los jueves surge seguramente entrado el siglo XX, usualmente en la zona de Madrid y Cataluña. Procede posiblemente de colegios y cuarteles y existen varias teorías para explicarla. En los restaurantes de estas comunidades es costumbre que aparezca en los menús del día. Una de ellas es la siguiente:
- Reparto tardío:

Dado que los pescadores libraban el domingo, el lunes era el primer día que se podía comprar pescado fresco, que se vendía primero en la costa. El sobrante se repartía por el interior, pero como se distribuía en carros no llegaba a la mayoría de poblaciones hasta el jueves.
- Día de libranza de las sirvientas:

Dado que el día en que las sirvientas libraban era el jueves, la comida de la familia debía hacerla la Señora. Para que no fuese demasiado engorro, las sirvientas dejaban preparados desde la noche anterior todos los ingredientes, de tal modo que la cocinera tan solo debía preparar el arroz en la paella, y finalmente agregar el resto de los ingredientes y dejar reposar.
|                              |
| Arroz con col y ajos tiernos |

|                                                               |
| Proceso de evaluación, Concurso Internacional de Sueca, 2016. |

|                                        |
| Anokado Restaurant durante el concurso |

|                |
| Arroz al horno |

## Consideraciones de nutrición y salud
El consumo de paella es un aporte energético procedente de hidratos de carbono del arroz. Un centenar de gramos de arroz crudos aportan casi 316 calorías, estos se convierten en 123 cuando han sido cocinados. Una ración estándar suele contener aproximadamente entre ochenta y cien gramos. El equilibrio nutricional proviene del uso de proteínas procedentes de las carnes y mariscos que van incluidas en ella. Una ración puede contener cerca de 450 calorías dependiendo de los ingredientes, en rara ocasión pasa de los 500 calorías.
No se debe lavar el grano de arroz debido a que pierde vitaminas, principalmente aquellas en las que destaca, que son B1 y B2. El arroz tiene poco sodio y además posee cantidades ínfimas de gluten. El empleo de tartracina (E-102) como colorante hace que algunas personas de la población presenten reacciones alérgicas a este colorante. En especial aquellos asmáticos sensibles a la aspirina. Este problema se puede evitar, en estos casos, mediante el uso de colorantes naturales como el azafrán.

## La paella en la actualidad

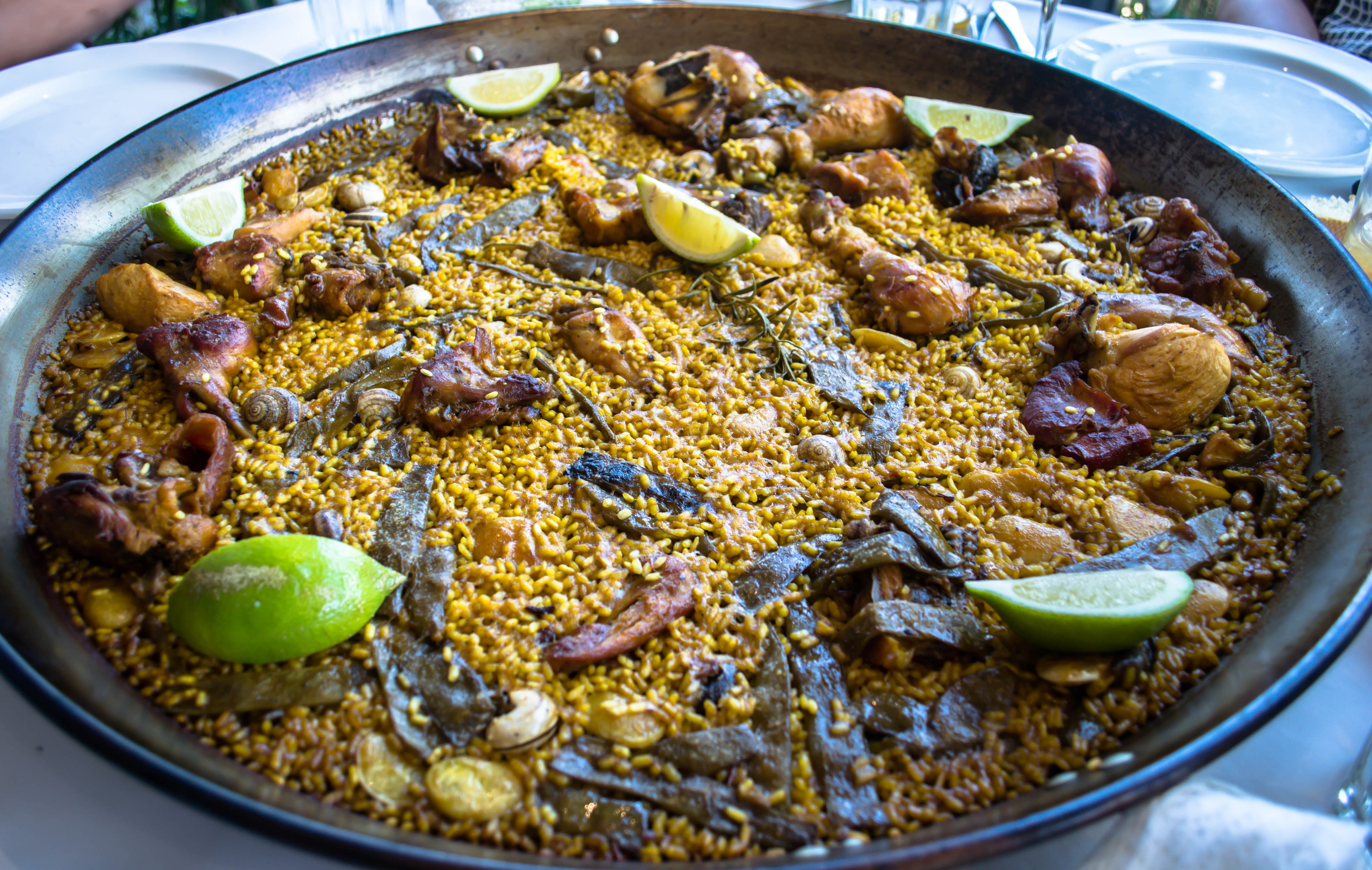
Paella valenciana de pollo, conejo y caracoles

La paella, siendo de origen valenciano, se ha convertido en un plato consumido por todo el territorio español, aunque a menudo con modificaciones que se alejan de su receta original. De hecho, algunos autores han llegado a afirmar que la paella ha sido uno de los platos modificados de la culinaria española (Josep Pla: «ha estat un dels plats més pervertits, humiliats i ultratjats de la cuina nacional»). Puede encontrarse en todos los sitios turísticos españoles, además resulta muy habitual en los menús del día de la mayoría de los restaurantes. Servida a veces como tapa en bares, es ya un sabor que identifica la cocina española. El origen y la autenticidad de la receta ha sido objeto de debate gastronómico, cultural y político en el siglo XX. El cocinero francés Raymond Oliver menciona la preparación de la paella en conserva.
Hoy en día la globalización ha dado lugar a realizaciones de la paella fuera del territorio español, y en algunos casos el plato cobra identidad propia del lugar. En algunos casos los cocineros extranjeros definen la paella como un equilibrio entre el arroz y los productos cárnicos y marítimos. Puede encontrarse descrita en los libros de cocina de todos los idiomas, y ocupa lugar siempre que se hable de platos de arroz. Es tomada internacionalmente como un plato típico de la cocina española y por extensión de la mediterránea. Las recetas de la paella se han seguido adaptando a los ingredientes lugareños y en su evolución ha ido dando nuevas recetas.
Asociaciones de hosteleros, chefs y restauradores han criticado este hecho, y han reclamado que se conceda una denominación de origen a la receta tradicional de la paella valenciana, a fin de evitar que se utilice dicho nombre para recetas que poco o nada tienen que ver con la forma típica de preparar el plato.
La fuerte demanda de paellas en los sitios turísticos en España, así como en el extranjero, ha dado lugar a la aparición de franquicias como el «paellador», que ofrecen paellas precocinadas listas para ser servidas en pocos instantes o servicios de reparto de paella a domicilio. De la misma forma, la aparición en supermercados de preparados congelados y listos para ser incorporados al caldo hirviente de la paella, llevando la paella al mundo de los alimentos confort. En preparaciones precocinadas que pueden elaborarse en pocos minutos en un horno microondas.
Por otro lado, el récord mundial de paella más grande se batió en la ciudad de Valencia el 8 de marzo del año 1992, donde se realizó una paella gigante de 20 metros de diámetro, 1,7 m de altura, 30 t de peso, 209 000 litros de capacidad y para más de 100 000 personas. Los ingredientes que se utilizaron fueron 1000 litro de aceite de oliva, 6250 kg de pollo, 2600 kg de conejo, 400 kg de pato, 2400 kg de ‘’ferraura’’, 1600 kg de ‘’garrofó’’, 1 t de tomate, 9000/12 000 litros de agua, 5 kg de pimentón dulce, 1 kg azafrán puro en rama, 2 kg romero, 150 kg de sal, 1 t de caracoles y 5 t de arroz. El mérito es del cocinero Manuel Velarte, en colaboración con el cocinero Antonio Galbis, junto con sus respectivos equipos de 72 colaboradores en total.
Se construyó el primer Instituto Valenciano de la Paella en Canet de Berenguer, aunque lleva años a la espera de se inaugurado.

## Otros arroces
- Arroz a banda: arroz teñido de amarillo por el azafrán y la ñora, que preparado con caldo, se suele tomar con alioli o ajoaceite, separado del pescado que se deja para tomar en el caldero.
- Arroz al horno: cocinado en cazuela de barro, con embutido, costillas, garbanzos y tomate. Preparado con caldo de cocido.
- Arroz con costra: cocinado en cazuela de barro, con pollo y/o conejo, unos garbanzos, ñora, ajo y, tras cocinarse se hornea mezclado con huevo batido formando una especie de sufflé: la «costra».
- Arroz negro: arroz con calamares al que se agrega en el caldo —de pescado— la propia tinta del calamar, tiñéndolo de negro.
- «Risotto»: preparación con arroz típica de Italia.
- En países de larga dominación española como el Reino de Nápoles se puede encontrar una variante de la paella en la Tiella de Bari y en la Tajeddha del Salento en Puglia consistente en "arroz, patatas y mejillones" cocidos en una cazuela de barro (tiella).
- Arroz a la marinera: Típico de Venezuela. Incorpora ingredientes tales como calamares, camarones, almejas, pepitonas (en algunos casos) y trozos de pescado. En su preparación en lugar de agua se usa caldo de pescado. Se puede servir con zumo de limón al gusto. Es típico de las regiones costeras y del Oriente del país.
- «Thieboudienne» o «ceebu jën»: plato tradicional de Senegal compuesto de arroz, pescado, salsa de tomate y verduras variadas (puede llevar cebolla, ajo, pimiento, berenjena, zanahoria, mandioca, repollo,...).